# Ultimatum du 23 juillet 1914
Vous lisez un « bon article » labellisé en 2017.
L'ultimatum du 23 juillet 1914 est une note diplomatique remise par l'ambassadeur austro-hongrois en poste à Belgrade au ministre serbe des Finances, seul membre du gouvernement royal présent dans la capitale ce jour-là. Rédigé avec le plus grand soin par un diplomate viennois, le baron Musulin von Gomirje, il constitue la réponse austro-hongroise à l'assassinat de l'archiduc François-Ferdinand, héritier des couronnes d'Autriche et de Hongrie, le 28 juin de la même année à Sarajevo. Cette réponse, tardive, est le fruit d'un accord entre l'Autriche-Hongrie et son principal allié, l'Empire allemand, obtenu par les Austro-Hongrois dès le 7 juillet.
Au terme de plus de deux semaines de négociations intenses au sein des instances dirigeantes de la double monarchie, les partisans du conflit avec le royaume de Serbie, considéré comme responsable de l'assassinat, parviennent à arracher l'accord de leurs collègues récalcitrants, puis confient la rédaction de l'ultimatum à un diplomate subalterne, cependant connu pour ses qualités de rédacteur. Celui-ci cisèle un texte conçu pour apparaître inacceptable et être repoussé à coup sûr par le gouvernement de Belgrade. Remise aux autorités serbes le 23, la note austro-hongroise contenant l'ultimatum contraint le gouvernement royal serbe à formuler sa réponse, une note rejetée par la diplomatie austro-hongroise.

## Contexte général

### L'attentat de Sarajevo

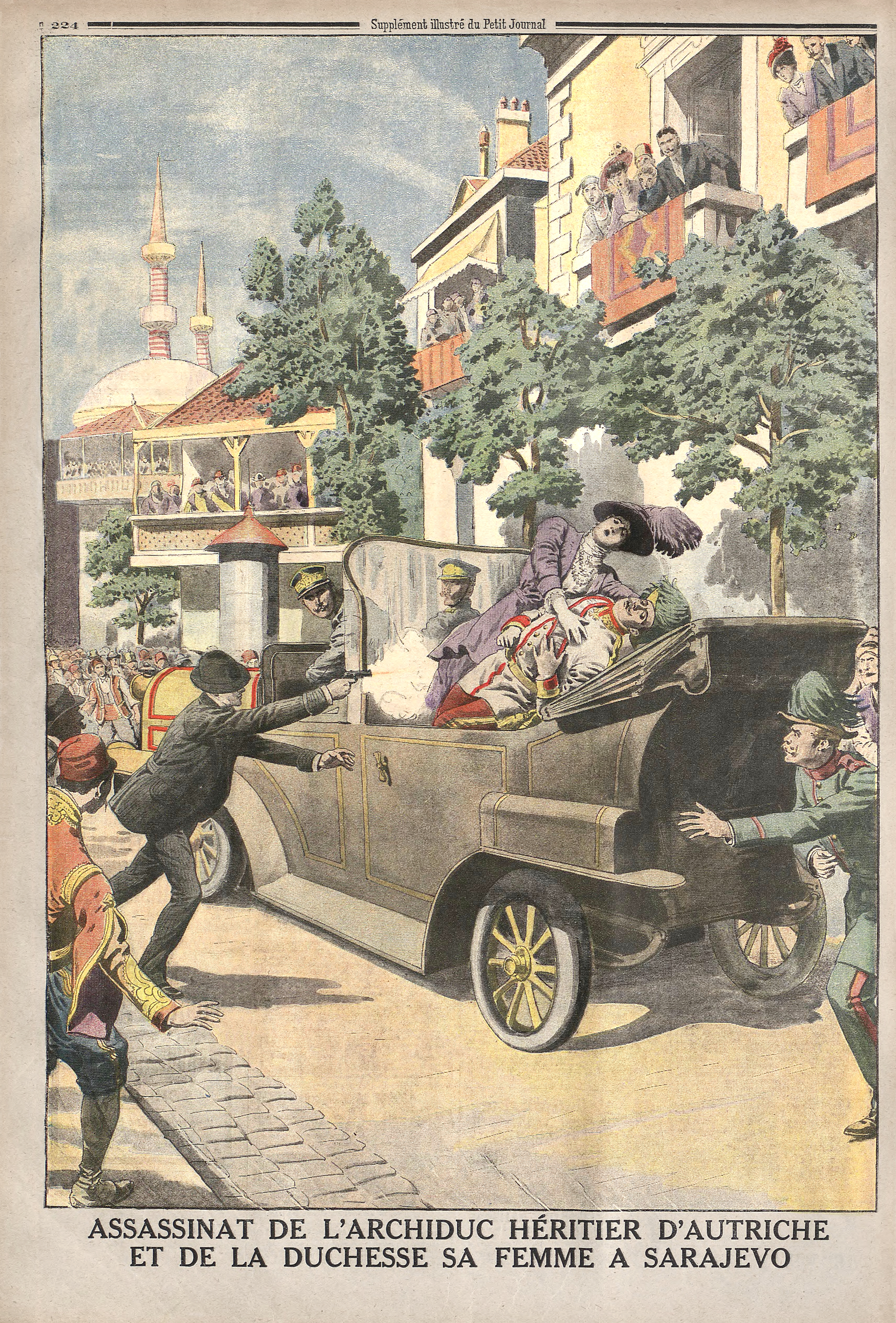
Supplément illustré du Petit Journal du 12 juillet 1914 : l'assassinat de l'archiduc héritier, François-Ferdinand, et de son épouse.

Le 28 juin 1914, alors qu'il assiste aux manœuvres de l'armée austro-hongroise en Bosnie-Herzégovine, l'Archiduc héritier des couronnes d'Autriche et de Hongrie, François-Ferdinand d'Autriche, est assassiné avec son épouse, Sophie Chotek, par un jeune activiste serbe, Gavrilo Princip ; cet événement survient alors que l'archiduc visite, en compagnie de son épouse, la ville de Sarajevo, chef-lieu des provinces annexées de Bosnie et d'Herzégovine. Fomenté par des Serbes de Bosnie-Herzégovine, sujets austro-hongrois depuis 1909, cet assassinat clôt une décennie d'attentats perpétrés contre les principaux responsables austro-hongrois dans les territoires slaves du sud de la double monarchie,.
Cet acte entraîne, par-delà le choc moral en Europe, le déclenchement d'une enquête, menée avec zèle, par la police austro-hongroise. Les premières investigations démontrent rapidement l'implication de Serbes ressortissants du royaume de Serbie.

### Soupçons austro-hongrois
Sans être en mesure de le démontrer de manière définitive, les autorités austro-hongroises s'orientent vers une implication de responsables serbes : les premiers résultats de l'enquête, obtenus à la suite d'investigations rapides, font apparaître un complot aux vastes ramifications, aussi bien en Bosnie-Herzégovine qu'en Serbie ; l'enquête met aussi en exergue le rôle d'une société secrète serbe, La Main noire, dirigée par le chef des services secrets de l'armée serbe, Dragutin Dimitrijević. Les policiers austro-hongrois soupçonnent également les terroristes d'avoir bénéficié de la complicité de militaires et de gardes-frontières serbes, à la fois au moment de la préparation de l'attentat et lorsqu'il a fallu organiser l'exfiltration des complices encore en liberté après l'enquête de la police austro-hongroise. En Serbie, les diplomates autrichiens notent également le décalage entre les déclarations officielles de condoléances et les réactions de la population,,,,,.
De plus, dès le début de 1914, les responsables politiques de la double monarchie, influencés par les rapports émanant de leurs services d'espionnage, s'attendent à une crise grave dans la péninsule balkanique : selon le renseignement austro-hongrois, non seulement le tsar Nicolas II se serait montré partisan du déclenchement d'un conflit avec la double monarchie mais aussi la crise politique et diplomatique pressentie depuis le début de l'année éclaterait certainement avant que celle-ci ne s'achève. Les nombreux agents de renseignement de la double monarchie en Bosnie-Herzégovine en juin le confirment lors de l'enquête déclenchée après l'assassinat du Kronprinz impérial et royal.
Enfin, depuis les guerres balkaniques, l'Autriche-Hongrie est progressivement évincée des Balkans par la Russie. La Bulgarie, alliée de la double monarchie, a essuyé une défaite sans appel lors de la deuxième guerre balkanique.

### La Serbie,«Piémont des Slaves du Sud»
Depuis son indépendance en 1878, le royaume de Serbie constitue le principal sujet de préoccupation de la politique étrangère de la double monarchie.
Alors que la dynastie des Obrenović, qui régnait jusqu'en 1903, s'était appuyée sur l'Autriche-Hongrie pour se maintenir, arrimant le petit royaume à son voisin du nord, politiquement et économiquement, le violent changement dynastique, en 1903, met un terme à cette sujétion, et Pierre Ier, le nouveau roi, appuyé sur les radicaux serbes, se rapproche de la France. Les victoires serbes lors de la Première guerre balkanique et lors de la Deuxième guerre balkanique, en 1913, exacerbent la fierté nationaliste dans le royaume de Belgrade et montrent les effets du repositionnement contre la Bulgarie de la Roumanie, alliée traditionnelle de la double monarchie. Pour tenir en échec la Serbie, puissance moyenne mais en pleine croissance et fortement liée à la Russie, les Austro-hongrois et les Allemands souhaitent la placer à nouveau dans une situation de stricte dépendance vis-à-vis des puissances centrales,,.
D'autres sources de tension apparaissent au sein même de l'Autriche-Hongrie. À partir de 1905, les représentants slaves du Sud élus dans les diètes de la double monarchie mettent en place des groupes parlementaires communs, en Dalmatie et en Croatie. Ils obtiennent également la majorité au Sabor de Zagreb en 1908.
Enfin, durant les premiers mois de 1914, le royaume de Serbie connaît une crise politique majeure, notamment en raison de la politique du prince héritier Alexandre, nommé régent par son père affaibli par la confrontation avec certains cercles militaires, mais le premier ministre, Nikola Pašić, exerce en réalité le pouvoir exécutif. La campagne électorale en vue des élections législatives du 14 août 1914, dans laquelle Pašić est un acteur engagé, est marquée par cette confrontation,.

### Situation des puissances centrales en 1914
L'Empire allemand ne dispose plus des moyens de maintenir dans son alliance les petits États balkaniques, la Roumanie, la Bulgarie et la Grèce. Les guerres balkaniques ont épuisé ces petits royaumes, et leurs gouvernements recherchent un soutien financier pour arrimer solidement à eux les territoires qu'ils ont annexés. Or, ni l'Empire allemand ni la double monarchie ne semblent en mesure de leur donner autre chose que des satisfactions de principe,.
Les positions allemandes dans l'Empire ottoman sont donc menacées, de l'aveu même de l'empereur et de ses proches conseillers. En automne 1913, le gouvernement ottoman, pourtant favorable au Reich, ne peut plus se financer auprès des banques allemandes, dont les capacités sont alors au plus bas, et se voit obligé de se tourner vers les marchés de Londres et Paris. Le 29 mai 1914, Karl Helfferich, l'un des représentants de la Deutsche Bank, adresse au chancelier du Reich, Theobald von Bethmann Hollweg, un mémoire alarmiste sur les aptitudes du Reich à maintenir les positions économiques allemandes dans l'Empire ottoman. Les négociations entre le gouvernement et les banquiers allemands aboutissent dans la première quinzaine de juin à la prise en charge par le Reich des demandes ottomanes les plus immédiates. Toutefois, cette mesure n'apporte pas, aux yeux des banquiers allemands, de réponse durable à la gravité de la situation, et ces derniers considèrent ne plus être en mesure de satisfaire les futures demandes de ses alliés et clients,.
La double monarchie reste, au printemps 1914, le seul allié sûr de l'Allemagne, à la différence des petits États des Balkans, qui s'en éloignent progressivement. Leopold Berchtold, ministre austro-hongrois des Affaires étrangères, confie alors à un de ses proches collaborateurs, Franz Matscheko, la mission de rédiger un mémoire sur les évolutions de la situation dans les Balkans depuis le déclenchement des guerres balkaniques. Le rapport préliminaire, remis au ministre le 23 juin 1914, fait le point de leurs conséquences, suggère d'abandonner définitivement la chimère de l'alliance avec la Roumanie, de multiplier les initiatives contre l'entreprenant royaume de Serbie et de concentrer l'activité diplomatique de la double monarchie sur la Bulgarie et l'Empire ottoman, pour former une alliance dirigée contre Belgrade,.

## 7 juillet-23 juillet 1914: une intense préparation
L'assassinat de l'archiduc François-Ferdinand conduit les responsables austro-hongrois à une réaction contre la Serbie non immédiate mais bien préparée, avec l'appui du gouvernement du Reich.

### Le«chèque en blanc»allemand
Les dirigeants austro-hongrois s'accordent sur la nécessité de la consultation du Reich au-delà les divergences de vue entre les Autrichiens et les Hongrois.
Les diplomates austro-hongrois sont rapidement informés des dispositions de l'empereur Guillaume II. Dès le 2 juillet, le chef de la diplomatie austro-hongroise, Leopold Berchtold, reçoit l'ambassadeur allemand à Vienne, qui conseille d'avancer prudemment et de ne pas lancer, au nom de l'empereur-roi François-Joseph Ier d'Autriche, des accusations hasardeuses contre le gouvernement de Belgrade.
Le 5 juillet, le comte Hoyos, porteur d'un mémorandum très hostile à la Serbie et d'une lettre manuscrite de François-Joseph à Guillaume II, se rend officiellement à Berlin pour obtenir le soutien du Reich pour les mesures que compte prendre la double monarchie face à la Serbie. Les diplomates viennois avaient été informés la veille de façon informelle de sa position de principe : le 4 juillet, l'empereur Guillaume II a indiqué en personne soutenir son alliée. Dès le 30 juin, en réitérant des positions prises l'automne précédent, il s'était montré partisan de soutenir la double monarchie si elle menait une action vigoureuse contre la Serbie. Ce soutien est confirmé le 6 juillet 1914 au plénipotentiaire austro-hongrois,,,,.
La position de l'empereur allemand avait été soigneusement préparée. Dans les jours suivant l'attentat, Guillaume II a en effet multiplié les consultations avec ses ministres et proches conseillers pour définir la politique du Reich dans la crise austro-serbe. Rassurés par le soutien de son allié, les responsables austro-hongrois commencent à mettre en œuvre les mesures prises par la double monarchie en réponse à l’assassinat de l'archiduc héritier. Les responsables allemands insistent également pour que ces actions s'engagent rapidement et d'exploiter, sans attendre, l'indignation consécutive à l'attentat,,,.
Enfin, en faisant suite à la réorientation de la politique du Reich, l'empereur allemand garantit à ses interlocuteurs austro-hongrois la neutralité de la Roumanie dans un conflit austro-serbe. La Bulgarie, nouvel allié des puissances centrales, menace en effet la Roumanie d'une intervention sur son flanc sud.
Toutefois, selon l'historien Fritz Fischer, le Reich ne se limite pas à une déclaration de soutien et à un jeu de bascule diplomatique. Les initiatives allemandes visent à circonscrire le conflit austro-serbe en intervenant diplomatiquement et politiquement auprès des possibles alliés de la Serbie dans le conflit. Les 21 et 22 juillet, soit avant la remise de l'ultimatum, le chancelier du Reich, Theobald von Bethmann Hollweg fait savoir qu'il considère la note austro-hongroise à la Serbie comme « équitable et modérée ». Le 24 juillet, une circulaire du ministère allemand des affaires étrangères est adressée aux ambassadeurs du Reich leur demandant d'insister fortement sur le caractère bilatéral du différend austro-serbe. Enfin, l'ambassadeur allemand en poste à Vienne, Heinrich Leonard von Tschirschky und Bögendorff, dans un travail d'influence quotidien et des entretiens fréquents avec les décideurs austro-hongrois, oriente la réponse de la double monarchie, en insistant sur la nécessité d'une action ferme de rétorsion, seule à même de restaurer le prestige amoindri de la monarchie danubienne. Les responsables du Reich et de l'Autriche-Hongrie en viennent ainsi à considérer qu'une offensive rapidement exécutée, limitée uniquement à la conquête de Belgrade et de ses environs, peut mettre les membres de la Triple-Entente devant le fait accompli,,,,,.

### Les différents centres de pouvoir en Autriche-Hongrie du 7 au23 juillet

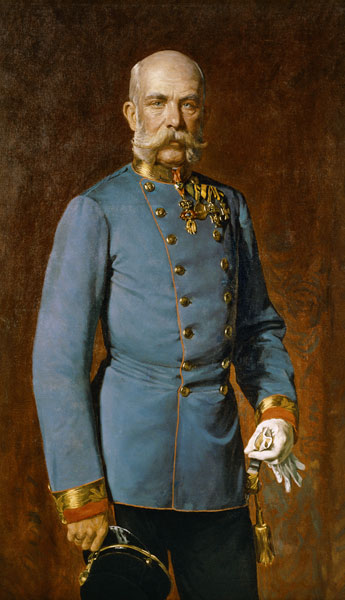
François-Joseph.

Pendant la crise, les différents organes de la double monarchie exercent des pressions parfois contradictoires sur la politique étrangère austro-hongroise. Le ministre commun de la guerre, Alexander von Krobatin, et son homologue chargé des affaires étrangères, Leopold Berchtold, appuyés par le chef d'état-major austro-hongrois, Franz Conrad von Hötzendorf, se montrent favorables à une action militaire rapide, mais ils se heurtent cependant au président du conseil hongrois, István Tisza, hostile à toute initiative qui ferait en sorte que la double monarchie soit l'agresseur,.
L'empereur-roi François-Joseph se prononce rapidement pour une politique ferme à l'encontre de la Serbie. N'appréciant pas son neveu, François-Ferdinand, il souhaite néanmoins défendre sa dynastie et ses États contre toute menace extérieure. Appuyé par ses collaborateurs directs, Alexander Hoyos, Janos Forgach, Alexander von Musulin et Franz von Matscheko, conseillé par son chef d'état-major Franz Conrad von Hötzendorf, et son ministre des affaires étrangères, Leopold Berchtold, l'empereur pèse ainsi de tout son poids pour imposer le déclenchement d'une confrontation avec la Serbie et se montre néanmoins partisan de démontrer l'implication des services secrets serbes dans l'attentat, de rechercher l'appui de Berlin avant toute initiative austro-hongroise et enfin de convaincre Tisza de déclencher les hostilités contre le royaume de Belgrade,.
Tisza redoute, cependant, la réaction des populations slaves, minoritaires et discriminées, dans le royaume de Hongrie. Il se montre donc alors hostile à toute initiative militaire austro-hongroise contre la Serbie, à l'encontre des autres décideurs de la double monarchie. Dès le début de la crise, il doit affronter l'hostilité des militaires, notamment Franz Conrad von Hötzendorf, qui veut une attaque brusque du royaume de Belgrade, avec ni ultimatum ni déclaration de guerre. Tisza continue son opposition à toute action belliqueuse à l'encontre de la Serbie lors du conseil des ministres austro-hongrois du 7 juillet et dans les jours suivants, jusqu'au 14 juillet. S'appuyant sur son mémorandum du 30 juin, qui développe sa position, il propose, le 7 juillet, une solution diplomatique alternative pour resserrer l'alliance avec la Bulgarie et la Roumanie, en isolant de fait Belgrade et obligeant les dirigeants serbes à accepter les demandes austro-hongroises. Ce n'est qu'au terme de discussions serrées avec lui que son accord est obtenu. Le 14 juillet, l'ambassadeur allemand en poste à Vienne, Heinrich Leonard von Tschirschky und Bögendorff fait succinctement savoir à Berlin que Tisza accepte le principe de l'envoi d'une note au gouvernement royal serbe,,,,,,.

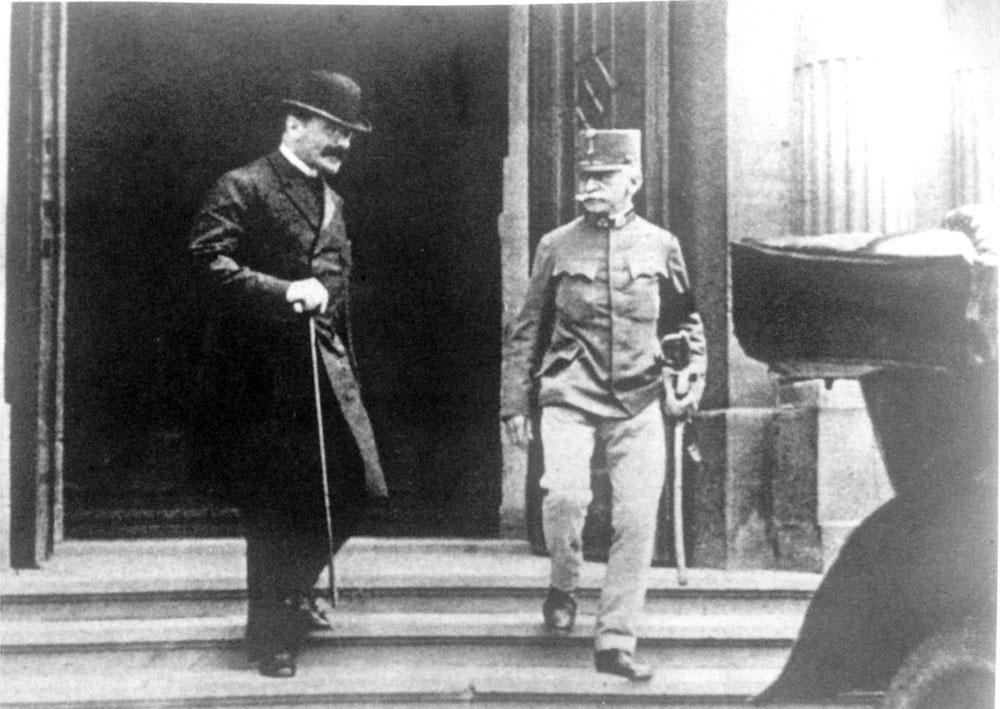
István Tisza et Franz Conrad von Hötzendorf, à Vienne, le 15 juillet 1914.

Le 19 juillet, lors d'un conseil des ministres conjoint, à Vienne, les dernières hésitations de Tisza sont levées après qu'il a été conseillé par un de ses proches, Stephan Burián von Rajecz. De plus, Conrad l'a assuré, malgré les réserves de Berchtold, que la double monarchie ne sortirait pas agrandie par le conflit et que la Transylvanie hongroise serait défendue en cas d'offensive roumaine. Pour lever ces dernières réserves, un compromis est trouvé. Ce serait la Bulgarie, alliée de la double monarchie, qui annexerait des territoires serbes. Cependant, les autres questions soulevées par Tisza (les probables demandes roumaines de compensation, la future politique de la Bulgarie agrandie, le remplacement de la dynastie des Karageogevic, la possibilité d'une intervention russe et ses conséquences sur le plan militaire) restent sans réponse,.
De plus, inquiétés par l'activisme dont font preuve les diplomates du Reich et par une indiscrétion du secrétaire d'État allemand, les Austro-Hongrois cessent de fournir des informations aux dirigeants allemands, que ce soit sur leurs intentions ou les moyens qu'ils comptent mettre en œuvre, jusqu'au 22 juillet, veille de la remise de l'ultimatum au gouvernement serbe.
Pendant cette période, les responsables militaires de la double monarchie préparent les services de renseignement au conflit, ce qui transforme le réseau d'agents de renseignements austro-hongrois, plutôt destiné à la recherche d'informations, en un réseau axé sur l'espionnage actif, la censure postale, téléphonique et télégraphique et à la lutte contre les activités des services de renseignement adverses.

### Le royaume de Serbie face à l'attentat

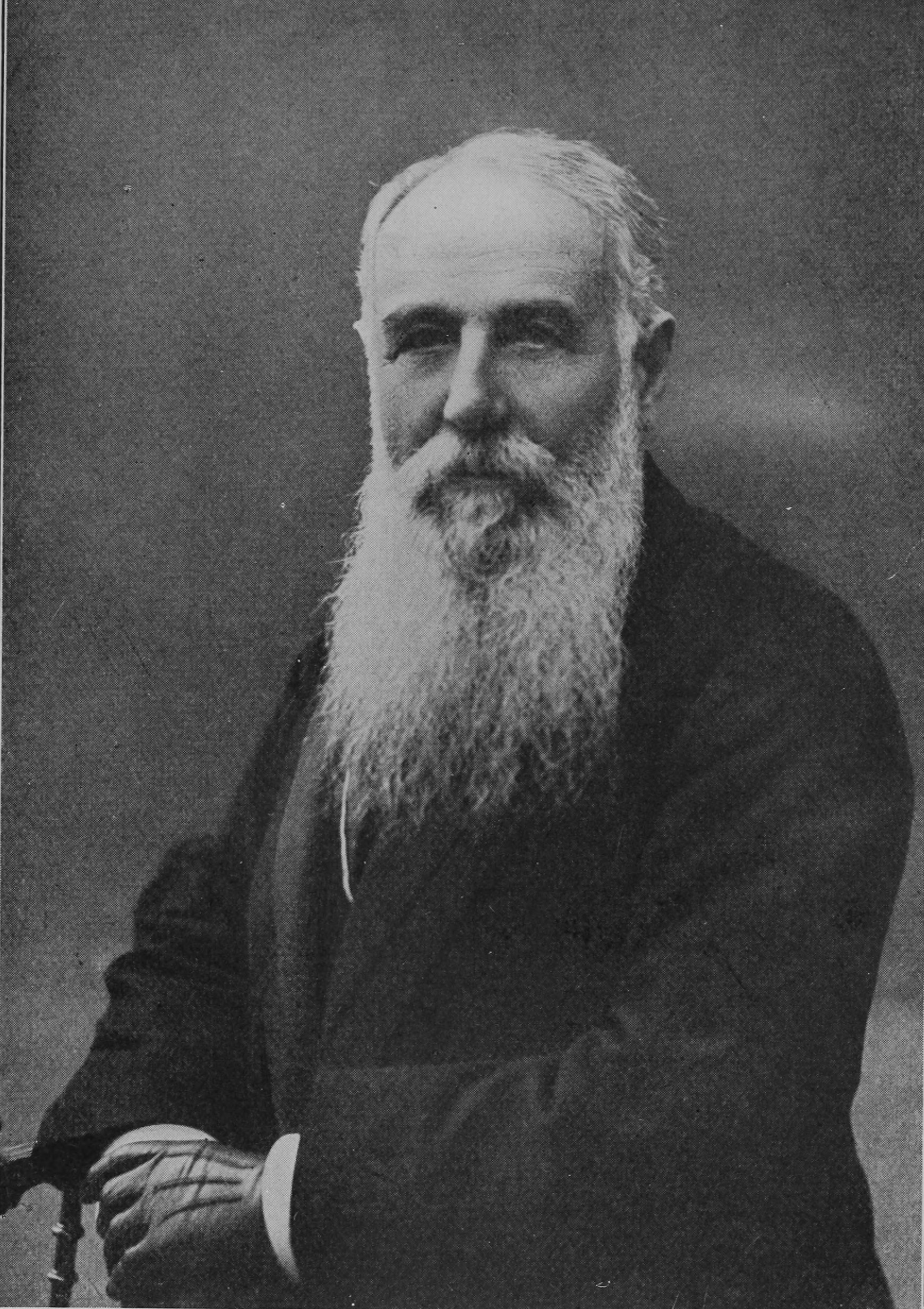
Nikola Pašić, premier ministre du royaume de Serbie en 1914.

Dans les heures qui suivent l'assassinat, les regards des officiels de la double monarchie, confortés par les informations de l'ambassadeur impérial et royal en poste à Belgrade, se tournent vers la capitale serbe. Les premiers interrogatoires de suspects semblent confirmer le bien-fondé des soupçons des officiels austro-hongrois. Dès le 1er juillet, un membre du complot arrêté lors du coup de filet, de la police dans les milieux nationalistes serbes de Bosnie-Herzégovine, Danilo Ilić, dévoile les multiples ramifications de la conspiration. Les liens avec le royaume de Serbie sont cependant difficiles à mettre au jour, en partie par l'attitude des prisonniers dénoncés par Ilić,,.
Cette implication est confirmée par l'attitude de la population dans le royaume, comme elle est rapportée par les diplomates austro-hongrois. Si le gouvernement de Belgrade annonce un deuil officiel de huit semaines, vite réduit à huit jours, la population manifeste bruyamment son mécontentement, et la presse nationaliste se déchaîne contre l'Autriche-Hongrie, malgré les demandes des diplomates serbes en poste dans les autres pays européens, et le mécontentement de la double monarchie, face auquel le gouvernement se contente de mettre en avant la constitution, qui interdit au gouvernement de restreindre la liberté de la presse. En outre, les demandes diplomatiques autrichiennes d'enquête sur les imbrications de la conspiration en Serbie même ne débouchent pas sur des résultats tangibles à cause la mauvaise volonté de la part des enquêteurs serbes,.
De plus, le contexte électoral en Serbie n'incite pas le gouvernement à entamer une épreuve de force avec les nationalistes les plus extrémistes. Cependant, dès le 29 juin, le premier ministre, Nikola Pašić, affirme dans un discours public que le royaume de Belgrade serait capable de se défendre en cas d'attaque austro-hongroise,.
La réaction serbe s'articule ainsi en trois temps, définis par Pašić. Ces trois temps ne doivent pas masquer la volonté affichée, à tous les moments de la crise, de co-opérer, dans une certaine mesure, avec la police de la double monarchie. La première phase, du 28 juin au 15 juillet, est caractérisée par la politique prudente, le gouvernement faisant preuve de retenue. La seconde période s'ouvre avec l'accord hongrois à une politique de rétorsion contre le royaume de Belgrade, le 15 juillet, jusqu'à la remise de l'ultimatum. La remise de l'ultimatum ouvre la troisième phase de la réponse serbe à la crise en cours,.

## Une réponse austro-hongroise mûrement élaborée
Envisagée dès le 6 juillet, la réponse austro-hongroise à l'assassinat du Kronprinz des Habsbourg prend la forme d'une note adressée au gouvernement serbe le 23 juillet en fin d'après-midi. La rédaction de ce texte a fait l'objet de tractations entre les différents acteurs austro-hongrois de la crise en cours. Le choix du moment auquel la note est remise au gouvernement serbe est également pesé par les responsables austro-hongrois.

### Rédaction de la note
Confiée dès le 8 juillet au baron Musulin von Gomirje, diplomate austro-hongrois ayant une réputation de bon rédacteur et partisan de la résolution de la crise par la force, la rédaction de la note fait l'objet de toutes les attentions du ministère viennois, pour aboutir à la présentation d'un texte minutieusement rédigé pour être accepté à l’exception du point 6, portant atteinte à la souveraineté du gouvernement serbe,,,.
Une fois la rédaction du texte achevée, le 19 juillet, le projet est soumis le 20 juillet à l'empereur-roi François-Joseph, qui donne son accord le lendemain dans la matinée,.

### Structure du texte
Ce qu'il est convenu d'appeler l'ultimatum du 23 juillet comprend trois parties : une note diplomatique, un ultimatum en dix points et un commentaire quant aux circonstances et aux conditions de remise du document,.
En introduction de la note est rappelé l'ensemble des griefs de la double monarchie à l'encontre de la Serbie, le maintien de relations de bon voisinage entre les deux pays, comme le petit royaume s'y était engagé en 1909. Le gouvernement austro-hongrois accuse expressément le gouvernement de Belgrade non d'avoir directement encouragé l'assassinat de l'archiduc héritier (ce sur quoi l'enquête diligentée en Bosnie n'a pas pu conclure) mais d'avoir « toléré » les activités des comploteurs,,.
Vient après cette note préliminaire l'ultimatum proprement dit, rédigé en dix points : trois d'entre eux exigent l'arrêt de la propagande anti-autrichienne sur le territoire serbe, matérialisée par l'interdiction de la presse et de la propagande yougoslave ; quatre autres réclament des actions en justice contre les complices de l'attentat et des arrestations ciblées des fonctionnaires serbes impliqués ; les points 5 et 6 insistent sur la nécessaire coopération de la police serbe avec les autorités austro-hongroises dans la recherche des coupables, et sur la possibilité donnée à ces dernières d'opérer sur le territoire serbe, et le dernier point de l'ultimatum insiste sur la rapidité avec laquelle le gouvernement aura satisfait aux exigences viennoises,.
Du texte, il ressort que les diplomates de la double monarchie souhaitent, à la demande des militaires et des principaux responsables austro-hongrois, que la double monarchie exerce une influence de plus en plus affirmée sur son petit voisin pour revenir à la situation qui prévalait avant 1903, transformant de nouveau le royaume de Belgrade en satellite de l'Autriche-Hongrie,.
Enfin, la note est suivie d'un commentaire destiné à être porté à la connaissance du gouvernement serbe et qui vise à préciser le contexte dans lequel les Austro-hongrois ont préparé l'ultimatum.

### Texte intégral
Voici le texte de la note austro-hongroise du 23 juillet 1914, telle que traduite par le diplomate et écrivain Gabriel Hanotaux dans son Histoire illustrée de la guerre de 1914, tome 2 :

#### Note
| “ | « La Serbie reconnaît qu'elle n'a pas été atteinte dans ses droits par le fait accompli créé en Bosnie-Herzégovine et qu'elle se conformera, par conséquent, à telle décision que les Puissances prendront par rapport à l'Article XXV du Traité de Berlin. Se rendant aux conseils des grandes puissances, la Serbie s'engage dès à présent à abandonner l'attitude de protestation et d'opposition qu'elle a observée à l'égard de l'annexion depuis l'automne dernier et elle s'engage, en outre, à changer le cours de sa politique actuelle envers l'Autriche-Hongrie, pour vivre désormais avec cette dernière sur le pied d'un bon voisinage. » Or, l'histoire des dernières années, et notamment les événements douloureux du 28 juin, ont démontré l'existence en Serbie d'un mouvement subversif dont le but est de détacher de la Monarchie austro-hongroise certaines parties de son territoire. Ce mouvement, qui a pris jour sous les yeux du Gouvernement serbe, est arrivé à se manifester au-delà du territoire du royaume par des actes de terrorisme, par une série d'attentats et par des meurtres. Le Gouvernement royal serbe, loin de satisfaire aux engagements formels contenus dans la déclaration du 31 mars 1909, n'a rien fait pour supprimer ce mouvement. Il a toléré l'activité criminelle des différentes sociétés et affiliations dirigées contre la Monarchie, le langage effréné de la presse, la glorification des auteurs d'attentats, la participation d'officiers et de fonctionnaires à des agissements subversifs, une propagande malsaine dans l'instruction publique, toléré enfin toutes les manifestations qui pouvaient induire la population serbe à la haine de la Monarchie et au mépris de ses institutions. Cette tolérance coupable du Gouvernement royal de Serbie n'avait pas cessé au moment où les événements du 28 juin dernier en ont démontré au monde entier les conséquences funestes. Il résulte des dépositions et aveux des auteurs criminels de l'attentat du 28 juin que le meurtre de Sarajevo a été tramé à Belgrade, que les armes et explosifs dont les meurtriers se trouvaient être munis leur ont été donnés par des officiers et fonctionnaires serbes faisant partie de la « Narodna Odbrana » et enfin, que le passage en Bosnie de criminels et de leurs armes a été organisé et effectué par des chefs du service-frontière serbe. Les résultats mentionnés de l'instruction ne permettent pas au Gouvernement impérial et royal de poursuivre plus longtemps l'attitude de longanimité expectative qu'il avait observée pendant des années vis-à-vis des agissements concentrés à Belgrade et propagés de là sur le territoire de la Monarchie ; ces résultats lui imposent, au contraire, le devoir de mettre fin à des menées qui forment une menace perpétuelle pour la tranquillité de la Monarchie. C'est pour atteindre au but que le Gouvernement impérial et royal se voit obligé de demander au Gouvernement serbe l'énonciation officielle qu'il condamne la propagande dirigée contre la Monarchie austro-hongroise, c'est-à-dire l'ensemble des tendances qui aspirent en dernier lieu à détacher de la Monarchie des territoires qui en font partie, et qu'il s'engage à supprimer, par tous les moyens, cette propagande criminelle et terroriste. Afin de donner un caractère solennel à cet engagement, le Gouvernement royal de Serbie fera publier à la première page du Journal officiel, en date du 13/26 juillet, l'énonciation suivante : « Le Gouvernement royal de Serbie condamne la propagande dirigée contre l'Autriche-Hongrie, c'est-à-dire l'ensemble des tolérances qui aspirent en dernier lieu à détacher de la Monarchie austro-hongroise des territoires qui en font partie, et il déplore sincèrement les conséquences funestes de ces agissements criminels. « Le Gouvernement royal regrette que des officiers et fonctionnaires serbes aient participé à la propagande sus-mentionnée et compromis par là les relations de bon voisinage auxquelles le Gouvernement royal s'était solennellement engagé par ses déclarations du 31 mars 1909. « Le Gouvernement royal qui désapprouve et répudie toute idée ou tentative d'immixtion dans les destinées des habitants de quelque partie de l'Autriche-Hongrie que ce soit, considère de son devoir d'avertir formellement les officiers, les fonctionnaires et toute la population du royaume que, dorénavant, il procédera avec la dernière rigueur contre les personnes qui se rendraient coupables de pareils agissements, agissements qu'il mettra tous ses efforts à prévenir et à réprimer. » Cette énonciation sera portée simultanément à la connaissance de l'Armée royale, par un ordre du jour de Sa Majesté le Roi et sera publiée dans le Bulletin officiel de l'armée. | ” |

#### Ultimatum
| “ | Le Gouvernement royal serbe s'engage en outre : 1o À supprimer toute publication qui excite à la haine et au mépris de la Monarchie, et dont la tendance générale est dirigée contre son intégrité territoriale ; 2o À dissoudre immédiatement la société dite « Narodna Odbrana », à confisquer tous ses moyens de propagande, et à procéder de la même manière contre les autres sociétés et affiliations en Serbie qui s'adonnent à la propagande contre la Monarchie austro-hongroise ; le Gouvernement royal prendra les mesures nécessaires pour que les sociétés dissoutes ne puissent pas continuer leur activité sous un autre nom et sous une autre forme ; 3o À éliminer sans délai de l'instruction publique en Serbie, tant en ce qui concerne le corps enseignant que les moyens d'instruction, tout ce qui sert ou pourrait servir à fomenter la propagande contre l'Autriche-Hongrie ; 4o À éloigner du service militaire et de l'administration en général tous les officiers et fonctionnaires coupables de la propagande contre la Monarchie austro-hongroise et dont le Gouvernement impérial et royal se réserve de communiquer les noms et les faits au Gouvernement royal ; 5o À accepter la collaboration en Serbie des organes du Gouvernement impérial et royal dans la suppression du mouvement subversif dirigé contre l'intégrité territoriale de la Monarchie ; 6o À ouvrir une enquête judiciaire contre les partisans du complot du 28 juin se trouvant sur le territoire serbe ; des organes délégués par le Gouvernement impérial et royal prendront part aux recherches y relatives ; 7o À procéder d'urgence à l'arrestation du commandant Voija Tankovis et du nommé Milan Ciganovic, employé de l'État serbe, compromis par les résultats de l'instruction de Sarajevo ; 8o À empêcher, par des mesures efficaces, le concours des autorités serbes dans le trafic illicite d'armes et d'explosifs à travers la frontière ; À licencier et à punir sévèrement les fonctionnaires du service-frontière de Schabatz et de Loznica coupables d'avoir aidé les auteurs du crime de Sarajevo en leur facilitant le passage de la frontière ; 9o À donner au Gouvernement impérial et royal des explications sur les propos injustifiables de hauts fonctionnaires serbes tant en Serbie qu'à l'étranger qui, malgré leur position officielle, n'ont pas hésité après l'attentat du 28 juin de s'exprimer dans des interviews d'une manière hostile envers la Monarchie austro-hongroise ; enfin : 10o D'avertir sans retard, le Gouvernement impérial et royal de l'exécution des mesures comprises dans les points précédents. Le Gouvernement impérial et royal attend la réponse du Gouvernement royal au plus tard jusqu'au samedi 25 de ce mois, à cinq heures du soir. Un mémoire concernant les résultats de l'instruction de Sarajevo à l'égard des fonctionnaires mentionnés aux points 7 et 8 est annexé à cette note. | ” |

#### Commentaires
La note s'achève sur le texte qui suit :
« J'ai l'honneur d'inviter votre Excellence à vouloir bien porter le contenu de cette Note à la connaissance du Gouvernement auprès duquel vous êtes accrédité en accompagnant cette communication du commentaire que voici :
Le 31 mars 1909 le Gouvernement royal serbe a adressé à l'Autriche-Hongrie la déclaration dont le texte est reproduit ci-dessus.
Le lendemain même de cette déclaration, la Serbie s'est engagée dans une politique tendant à inspirer des idées subversives aux ressortissants serbes de la Monarchie austro-hongroise et à préparer ainsi la séparation des territoires austro-hongrois, limitrophes de la Serbie.
La Serbie devint le foyer d'une agitation criminelle.
Des sociétés et affiliations ne tardèrent pas à se former qui, soit ouvertement, soit clandestinement, étaient destinées à créer des désordres sur le territoire austro-hongrois. Ces sociétés et affiliations comptent parmi leurs membres des généraux et des diplomates, des fonctionnaires d'État et des juges, bref, les sommités du monde officiel et non officiel du royaume.
Le journalisme serbe est presque entièrement au service de cette propagande, dirigée contre l'Autriche-Hongrie, et pas un jour ne passe sans que les organes de la presse serbe n'excitent leurs lecteurs à la haine et au mépris de la Monarchie voisine ou à des attentats dirigés plus ou moins ouvertement contre sa sûreté et son intégrité.
Un grand nombre d'agents est appelé à soutenir par tous les moyens l'agitation contre l'Autriche-Hongrie et à corrompre dans les provinces limitrophes la jeunesse de ces pays.
L'esprit conspirateur des politiciens serbes, esprit dont les annales du royaume portent les sanglantes empreintes, a subi une recrudescence depuis la dernière crise balkanique ; des individus ayant fait partie des bandes jusque-là occupées en Macédoine, sont venus se mettre à la disposition de la propagande terroriste contre l'Autriche-Hongrie.
En présence de ces agissements auxquels l'Autriche-Hongrie est exposée depuis des années, le Gouvernement de la Serbie n'a pas cru devoir prendre la moindre mesure. C'est ainsi que le Gouvernement serbe a manqué au devoir que lui imposait la déclaration solennelle du 31 mars 1909, et c'est ainsi qu'il s'est mis en contradiction avec la volonté de l'Europe et avec l'engagement qu'il avait pris vis-à-vis de l'Autriche-Hongrie.
La longanimité du Gouvernement impérial et royal à l'égard de l'attitude provocatrice de la Serbie était inspirée du désintéressement territorial de la Monarchie austro-hongroise et de l'espoir que le Gouvernement serbe finirait tout de même par apprécier à sa juste valeur l'amitié de l'Autriche-Hongrie. En observant une attitude bienveillante pour les intérêts politiques de la Serbie, le Gouvernement impérial et royal espérait que le royaume se déciderait finalement à suivre de son côté une ligne de conduite analogue. L'Autriche-Hongrie s'attendait surtout à une pareille évolution dans les idées politiques en Serbie, lorsque, après les événements de l'année 1912, le Gouvernement impérial et royal rendit possible, par une attitude désintéressée et sans rancune, l'agrandissement si considérable de la Serbie.
Cette bienveillance manifestée par l'Autriche-Hongrie à l'égard de l'État voisin n'a cependant aucunement modifié les procédés du royaume, qui a continué à tolérer sur son territoire une propagande dont les funestes conséquences se sont manifestées au monde entier le 28 juin dernier, jour où l'héritier présomptif de la Monarchie et son illustre épouse devinrent les victimes d'un complot tramé à Belgrade.
En présence de cet état de choses, le Gouvernement impérial et royal a dû se décider à entreprendre de nouvelles et pressantes démarches à Belgrade afin d'amener le Gouvernement serbe à arrêter le mouvement incendiaire menaçant la sûreté et l'intégrité de la Monarchie austro-hongroise.
Le Gouvernement impérial et royal est persuadé qu'en entreprenant cette démarche, il se trouve en plein accord avec les sentiments de toutes les nations civilisées qui ne sauraient admettre que le régicide devînt une arme dont on puisse se servir impunément dans la lutte politique, et que la paix européenne fût continuellement troublée par les agissements partant de Belgrade.
C'est à l'appui de ce qui précède que le Gouvernement impérial et royal tient à la disposition du Gouvernement de la République française un dossier élucidant les menées serbes et les rapports existant entre ces menées et le meurtre du 28 juin.
Une communication identique est adressée aux représentants impériaux et royaux auprès des autres Puissances signataires.
Vous êtes autorisé à laisser une copie de cette dépêche entre les mains de M. le Ministre des Affaires étrangères. »

### Remise de l'ultimatum
La procédure choisie par le gouvernement austro-hongrois est aussi minutieusement étudiée. En effet, c'est le jeudi 23 juillet, à 18 h, lorsque les principaux responsables français sont censés se trouver sur un bateau qui les ramène d'une visite en Russie, que la note austro-hongroise est remise par l'ambassadeur d'Autriche-Hongrie au gouvernement serbe, en l’occurrence le ministre serbe des Finances (assumant l'intérim pour le premier ministre en déplacement à Niš). Les Français et les Russes ne sont alors pas en mesure de se concerter durant le temps du retour des Français à Dunkerque, ce qui paralyse deux des trois membres de l'Entente,,.
De plus, le délai de réponse serbe tient également compte des demandes des militaires austro-hongrois. Le chef d'état-major austro-hongrois, Franz Conrad von Hötzendorf, rappelle les délais nécessaires à la mobilisation de l'armée austro-hongroise et donc demande et obtient que l'expiration du délai accordé pour la réponse serbe à la note austro-hongroise soit fixée à 17 h pour permettre l'envoi des ordres de mobilisation dans la soirée du samedi au dimanche.
La note remise au gouvernement de Belgrade comprend le texte de l'ultimatum et un appendice. L'ambassadeur de la double monarchie en poste à Belgrade tend le dossier au ministre serbe, qui conteste le délai accordé en s'appuyant sur les impératifs de la campagne électorale en cours en Serbie, mais cette objection est balayée d'un revers de main.
À compter de la remise de la note du gouvernement austro-hongrois au gouvernement serbe, ce dernier dispose alors de 48 heures pour accepter les termes de la note austro-hongroise.

## Réactions internationales

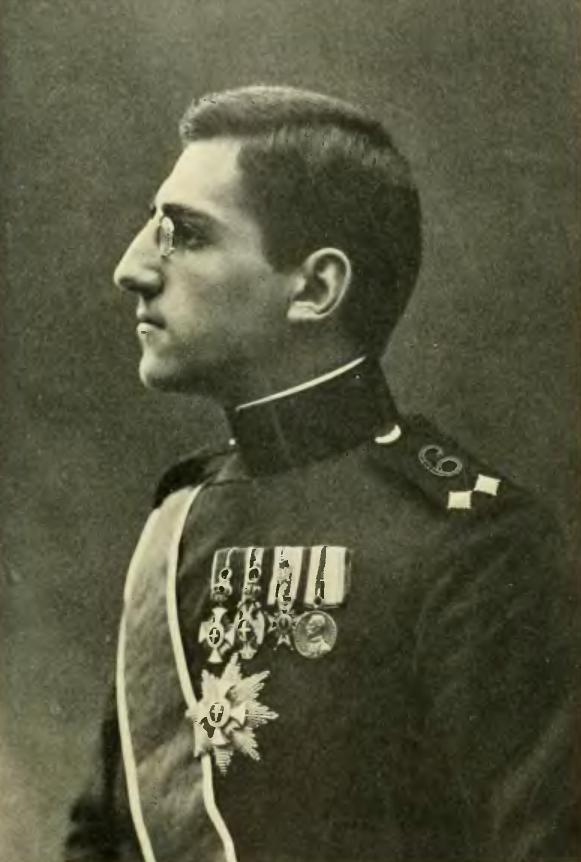
Le régent Alexandre ordonne le retour à Belgrade du premier ministre du royaume, Nikola Pašić.

La réaction serbe est conditionnée non seulement par l'attitude de Pašić dans la journée du 23 mais aussi à la politique russe dans la crise en cours. Injoignable, d'abord en campagne électorale puis sur le chemin d'un séjour de détente à Thessalonique, le premier ministre serbe reçoit un ordre du régent, Alexandre, lui ordonnant de revenir sur le champ à Belgrade, où le cabinet a déjà commencé sa réunion et a pris un certain nombre de mesures destinées à fournir aux diplomates des arguments pour défendre le point de vue du gouvernement royal serbe,,,,.
Cependant, la réponse du petit royaume ne surprend pas, les termes de la note austro-hongroise ayant été, dès le départ, pensés par ses concepteurs du Ballhausplatz pour être inacceptables pour le gouvernement de Belgrade.

### Texte partiel de la réponse serbe du25 juillet 1914
Voici le texte partiel de la réponse serbe du 25 juillet 1914 telle que traduite par le diplomate et écrivain Gabriel Hanotaux dans son Histoire illustrée de la guerre de 1914, tome 2 :
| “ | 1o À introduire dès la première convocation régulière de la Skoupchtina une disposition dans la loi de la presse, par laquelle sera punie de la manière la plus sévère la provocation à la haine et au mépris de la Monarchie austro-hongroise, ainsi que contre toute publication dont la tendance générale serait dirigée contre l'intégrité territoriale de l'Autriche-Hongrie. Il se charge, lors de la révision de la Constitution, qui est prochaine, de faire introduire, dans l'article 22 de la Constitution, un amendement de telle sorte que les publications ci-dessus puissent être confisquées, ce qui, actuellement, aux termes catégoriques de l'article 22 de la Constitution, est impossible. 2o Le Gouvernement ne possède aucune preuve et la Note du Gouvernement impérial et royal ne lui en fournit non plus aucune que la Société Narodna Odbrana et les autres sociétés similaires aient commis, jusqu'à ce jour, quelque acte criminel de ce genre par le fait de d'un de leurs membres. Néanmoins, le Gouvernement royal acceptera la demande du Gouvernement impérial et royal et dissoudra la Société Narodna Odbrana et toute société qui agirait contre l'Autriche-Hongrie. 3o Le Gouvernement royal serbe s'engage à éliminer sans délai de l'instruction publique en Serbie tout ce qui sert ou pourrait servir à fomenter la propagande contre l'Autriche-Hongrie, quand le Gouvernement impérial et royal lui fournira des faits et des preuves de cette propagande. 4o Le Gouvernement royal accepte, du moins, d'éloigner du service militaire ceux dont l'enquête judiciaire aura prouvé qu'ils sont coupables d'actes dirigés contre l'intégrité du territoire de la Monarchie austro-hongroise ; il attend que le Gouvernement impérial et royal lui communique ultérieurement les noms et les faits de ces officiers et fonctionnaires, aux fins de la procédure qui doit s'ensuivre. 5o Le Gouvernement royal doit avouer qu'il ne se rend pas clairement compte du sens et de la portée de la demande du Gouvernement impérial et royal tendant à ce que la Serbie s'engage à accepter sur son territoire la collaboration des organes du Gouvernement impérial et royal. Mais il déclare qu'il admettra toute collaboration qui répondrait aux principes du droit international et à la procédure criminelle, ainsi qu'aux bons rapports de voisinage. 6o Le Gouvernement royal, cela va de soi, considère de son devoir d'ouvrir une enquête contre tous ceux qui sont ou qui, éventuellement, auraient été mêlés au complot du 15/28 juin et qui se trouveraient sur le territoire du royaume. Quant à la participation à cette enquête des agents des autorités austro-hongroises qui seraient délégués à cet effet par le Gouvernement impérial et royal, le Gouvernement royal ne peut pas l'accepter, car ce serait une violation de la Constitution et de la loi sur la procédure criminelle. Cependant, dans des cas concrets, des communications sur les résultats de l'instruction en question pourraient être données aux organes austro-hongrois. 7o Le Gouvernement royal a fait procéder, dès le soir même de la remise de la note, à l'arrestation du commandant Voija Tankositch. Quant à Milan Ciganovitch, qui est sujet de la Monarchie austro-hongroise et qui, jusqu'au 15/28 juin, était employé (comme aspirant) à la direction des chemins de fer, il n'a pas pu encore être joint. Le Gouvernement impérial et royal est prié de vouloir bien, dans la forme accoutumée, faire connaître le plus tôt possible les présomptions de culpabilité ainsi que les preuves éventuelles de culpabilité qui ont été recueillies jusqu'à ce jour par l'enquête à Sarajevo, aux fins d'enquêtes ultérieures. 8o Le Gouvernement serbe renforcera et étendra les mesures prises pour empêcher le trafic illicite d'armes et d'explosifs à travers la frontière. Il va de soi qu'il ordonnera tout de suite une enquête et punira sévèrement les fonctionnaires des frontières qui ont manqué à leur devoir et laisser passer les auteurs du crime de Sarajevo. 9o Le Gouvernement royal donnera volontiers des explications sur les propos que ces fonctionnaires, tant en Serbie qu'à l'étranger, ont tenu après l'attentat dans des interviews et qui, d'après l'affirmation du Gouvernement impérial et royal, ont été hostiles à la Monarchie, dès que le Gouvernement impérial et royal lui aura communiqué les passages en question de ces propos, et dès qu'il aura démontré que les propos employés ont en effet été tenus par lesdits fonctionnaires, propos au sujet desquels le Gouvernement royal lui-même aura soin de recueillir des preuves et des convictions. 10o Le Gouvernement royal informe le Gouvernement impérial et royal de l'exécution de mesures comprises dans les points précédents en tant que cela n'a pas déjà été fait par la présente note. Aussitôt que chaque mesure aura été ordonnée et exécutée dans le cas où le Gouvernement impérial et royal ne serait pas satisfait de cette réponse, le Gouvernement royal serbe, considérant qu'il est de l'intérêt commun de ne pas précipiter la solution de cette question, est prêt, comme toujours, à accepter une entente pacifique, en remettant cette question soit à la décision du Tribunal international de La Haye, soit aux grandes Puissances qui ont part à l'élaboration de la déclaration que le Gouvernement serbe a faite le 18/31 mars 1909. | ” |

### Réponse serbe: satisfaction partielle des demandes austro-hongroises

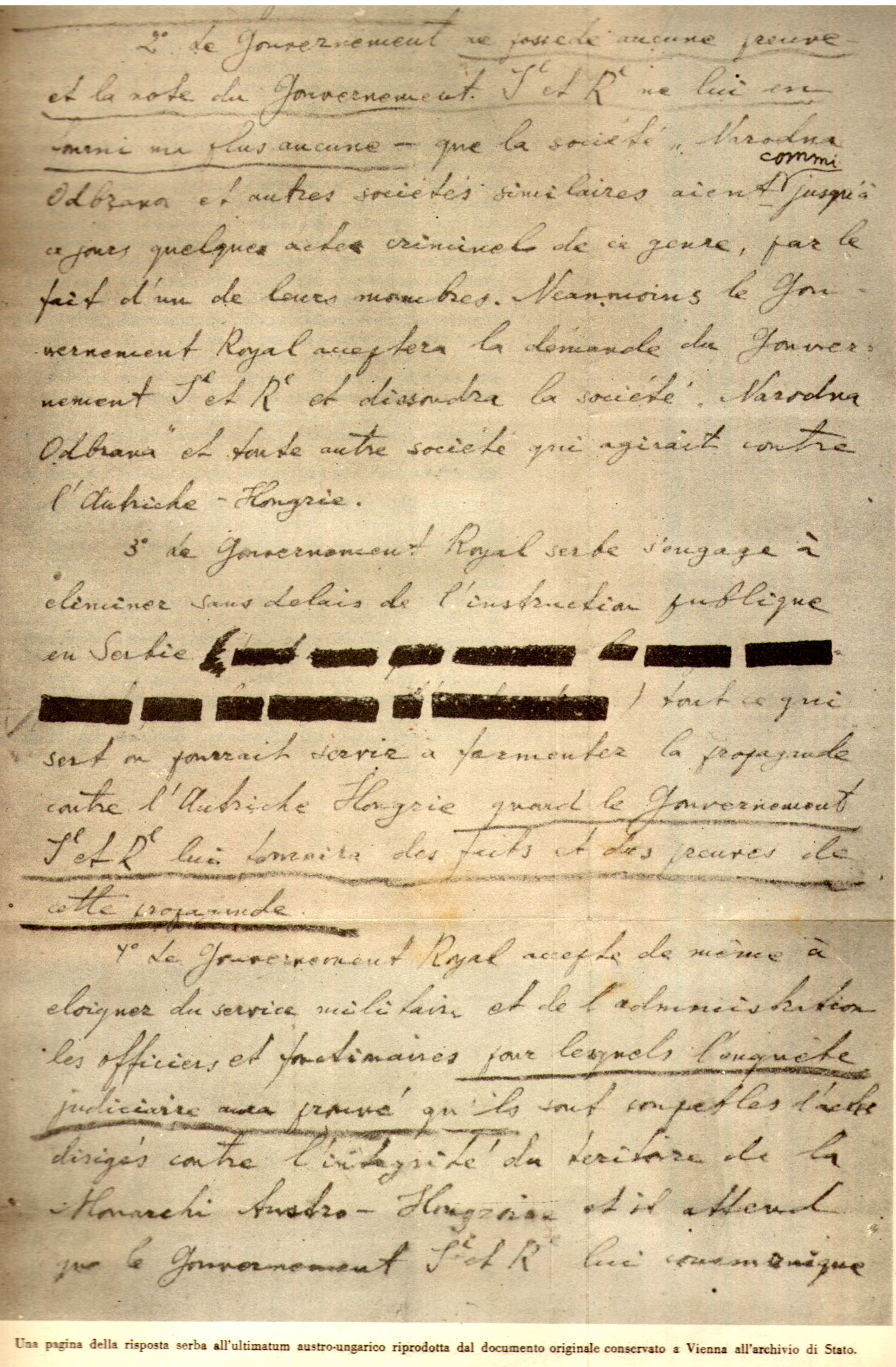
Brouillon de la réponse serbe à l'ultimatum austro-hongrois

Résultat de l'action du ministre russe des Affaires étrangères, Sergueï Sazonov, la réponse serbe satisfait à une majorité des revendications austro-hongroises, essentiellement celles que le gouvernement de Belgrade peut raisonnablement accepter. Parallèlement à cette démarche, le gouvernement de Belgrade demande des éclaircissements sur les arguments mis en avant par le gouvernement de Vienne,,,.
La note du gouvernement de Belgrade se révèle ainsi très mesurée, rappelant le changement opéré, à l'instigation du gouvernement serbe, dans la politique à l'égard de la double monarchie depuis le dénouement de la crise bosniaque ; les rédacteurs de la note serbe insistent également sur l'absence d'implication du gouvernement de Belgrade dans l'attentat contre François-Ferdinand, regrettent la participation de Serbes de Bosnie-Herzégovine dans l'assassinat de l'héritier de la double monarchie et s'engagent à prendre des mesures contre les ressortissants serbes impliqués dans la propagande anti-autrichienne.
Cependant, le gouvernement royal serbe refuse l'intervention de la police autrichienne sur son territoire, après consultation du chargé d'affaires russe à Belgrade, puis le soutien clair du ministre russe des affaires étrangères. Ce refus entraîne la rupture des relations diplomatiques entre les deux pays,,.
Dans les faits, la capitulation serbe devant l'Autriche-Hongrie est rendue vide de sens par une rédaction habile de la note serbe et s'apparente à un refus des exigences autrichiennes. Elle trompe cependant Guillaume II, qui affirme, dès le lendemain de la remise de la réponse serbe, que « tout motif de guerre a disparu »,.
La réponse serbe, « exercice de style le plus brillant de virtuosité diplomatique », selon le mot du rédacteur de la note autrichienne, le baron Musulin, pousse Wladimir Giesl von Gieslingen, alors ambassadeur austro-hongrois en poste à Belgrade, à rompre les relations diplomatiques avec Belgrade quelques minutes après avoir reçu officiellement la note serbe,.

### La rupture austro-serbe
Le samedi 25 juillet, dans la matinée, à quelques heures de l'expiration de l'ultimatum, le cabinet serbe se réunit afin de rédiger la réponse du gouvernement de Belgrade à la note austro-hongroise. Cette réponse est remise à Wladimir Giesl, l'ambassadeur austro-hongrois en poste à Belgrade par le président du conseil serbe, Nikola Pašić, le soir même peu avant 18 h, quelques minutes avant l'expiration du délai fixé par les auteurs de la note austro-hongroise contenant l'ultimatum. La note serbe officiellement remise, l'ambassadeur autrichien en prend rapidement connaissance et signifie au premier ministre serbe la rupture des relations diplomatiques entre la double monarchie et le royaume de Serbie,,,,.
L'ambassadeur austro-hongrois, ayant pris ses dispositions, quitte Belgrade à 18 h. Quelques jours plus tard, le 28 juillet, la déclaration de guerre de la double monarchie au royaume de Serbie est signée par l'empereur François-Joseph,,.

### Réactions européennes: 23-28 juillet

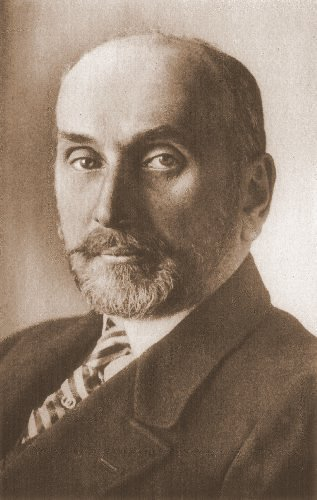
Sergueï Dmitrievitch Sazonov, le ministre des Affaires étrangères russe

Dès la remise de la note et des demandes austro-hongroises au gouvernement de Belgrade, les puissances européennes commencent leurs consultations en dépit du peu de temps dont dispose le royaume de Belgrade pour se rapprocher de ses alliés. Ces consultations et les délais accordés par les puissances centrales accentuant davantage la conviction française et russe de l'existence d'une concertation austro-allemande dans l'élaboration et la mise en œuvre de la procédure choisie pour répondre à l'assassinat de l'héritier austro-hongrois,.
La Russie est alors la première puissance à réagir. Ainsi, le conseil des ministres russe, rapidement rejoint par les Français et les Britanniques, propose de demander à la double monarchie des délais supplémentaires pour la réponse serbe, en dépit de la première réaction de colère du ministre des Affaires étrangères russe, Sergueï Sazonov. Dans le même temps, la Russie mobilise partiellement son armée, la nouvelle de cette mobilisation est rendue publique le 28 juillet, et des mesures de rétorsion économique à l'encontre des intérêts du Reich et de son allié sont prises, comme le rapatriement des avoirs russes placés en Allemagne et en Autriche-Hongrie. Cette politique déclenche l'ire du Reich, dont les diplomates défendent devant leurs homologues européens le caractère alors localisé et bilatéral du conflit austro-serbe. Cependant, la réponse russe à l'ultimatum, plutôt efficace, est entravée par le calendrier élaboré puis mis en œuvre par la diplomatie austro-hongroise : en effet, la remise de la note austro-hongroise au gouvernement de Belgrade empêche, pendant quelques jours, toute forme de concertation efficace entre les Russes et leurs alliés français, les dirigeants français se trouvant alors sur le chemin du retour en France par voie de mer après une visite d'État en Russie. Cependant, ce retour est émaillé de contacts avec les dirigeants restés en France. Rapidement, Raymond Poincaré, alors président de la République et véritable chef de la diplomatie française, fait savoir que le gouvernement conseillera à la Russie la modération si le Reich fait de même avec son allié,,,,,,,,.

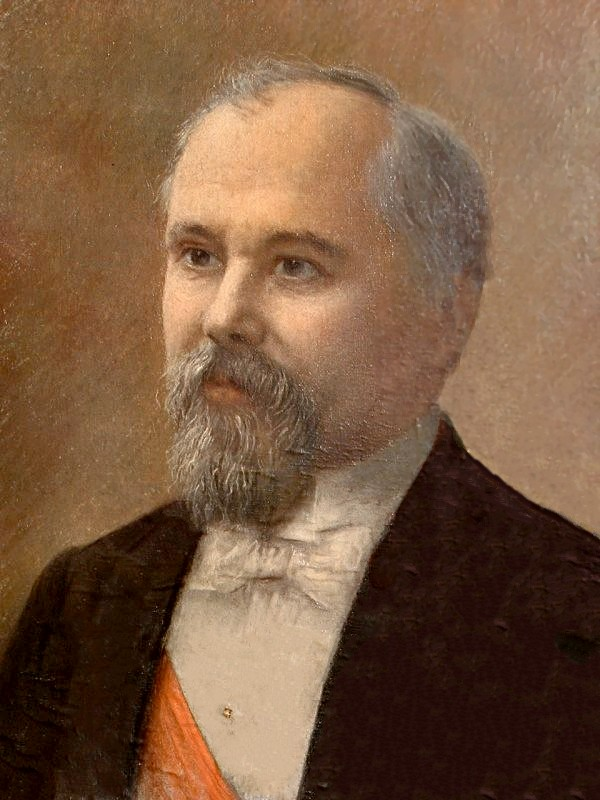
Raymond Poincaré par Pierre Carrier-Belleuse

Face à la crise, les Britanniques se contentent de proposer la médiation des quatre puissances (l'Allemagne, l'Italie, la France et la Grande-Bretagne) pour tenter une conciliation entre la Serbie et l'Autriche-Hongrie, une fois Belgrade occupée par les troupes de la double monarchie. Pour le gouvernement britannique, cette médiation doit prendre la forme d'une conférence réunissant les intéressés, Autriche-Hongrie et Serbie, et les quatre autres grandes puissances européennes. Cependant, dès le 27 juillet, la position du premier ministre Edward Grey est fixée : le Royaume-Uni doit mener une politique active en cas de nouvelle guerre balkanique impliquant directement la double monarchie,,,.

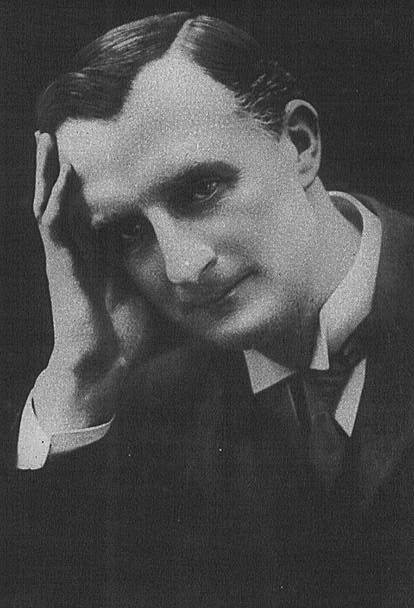
Edward Grey, ministre des affaires étrangères du Royaume-Uni de 1905 à 1916

Ces réactions, russes et britanniques, leurrent les responsables austro-hongrois qui, à la fois, sous-estiment l'ampleur du soutien russe à la Serbie et interprètent mal la nature de la déclaration britannique.
Enfin, le gouvernement allemand est tardivement informé de la teneur exacte de la note serbe. En effet, il reçoit une copie de la réponse serbe à l’ultimatum le 27 juillet en milieu de journée. Peu après, Gottlieb von Jagow, aiguillonné par Guillaume II, alors admiratif devant la qualité de la réponse serbe, suggère à la double monarchie de limiter ses opérations militaires à un coup de main, destiné uniquement à occuper Belgrade et à la défense de cette conquête. L'empereur allemand encourage également les militaires de la double monarchie à ne pas poursuivre les troupes serbes après l'occupation de Belgrade. Les Allemands conçoivent la prise de la capitale serbe comme la saisie d'un gage pour peser dans les négociations de paix entre la double monarchie et la Serbie ; les ministres allemands soutiennent cette politique, cherchant à localiser la crise, appuyés par les échanges de télégrammes entre Guillaume II et Nicolas II,,.

## Sources, notes et références

### Sources
1. ↑  Texte de l'ultimatum sur le site de la Digithèque de matériaux juridiques et politiques